# مقاطعة لويزا (آيوا)
مقاطعة لويزا (بالإنجليزية: Louisa County)‏ هي إحدى مقاطعات ولاية آيوا في الولايات المتحدة الأمريكية.